# 이동걸 (1953년)
이동걸(李東傑, 1953년 4월 9일 - )은 대한민국의 경제학자, 금융인이다.

## 생애
경상북도 안동시 출생이다.
산업연구원과 한국개발연구원 연구위원, 한국금융연구원 선임연구위원 등을 거쳐 1998년 김대중 정부에서 대통령비서실 행정관을 지냈다. 노무현 정부에서는 2003년 금융감독위원회 부위원장 겸 증권선물위원회 위원장을 거쳐 2007년부터 2009년까지 한국금융연구원 원장을 맡았다. 
이후 동국대학교 경영대학 초빙교수로 활동하다가 2017년 문재인 정부에서 한국산업은행 회장으로 임명되었다.

## 학력
- 경기고등학교
- 서울대학교 경제학과
- 예일 대학교 대학원 경제학 박사

## 경력
- 1994년 ~ 1998년 : 산업연구원 연구위원
- 1997년 : 금융개혁위원회 전문위원
- 1998년 ~ 1999년 : 대통령비서실 행정관
- 1999년 : 한국개발연구원 금융팀 연구위원
- 1999년 : 대통령자문 정책기획위원
- 2002년 ~ 2003년 : 한국금융연구원 은행팀 팀장
- 2002년 ~ 2003년 : 대통령직인수위원회 경제1분과위원회 위원
- 2003년 3월 ~ 2004년 : 금융감독위원회 부위원장
- 2003년 ~ 2004년 : 증권선물위원회 위원장
- 2004년 ~ 2007년 : 한국금융연구원 선임연구위원
- 2007년 7월 ~ 2009년 2월 : 제5대 한국금융연구원 원장
- 2009년 ~ 2013년 : 한림대학교 재무금융학과 객원교수
- 2013년 ~ 2017년 : 동국대학교 경영대학 초빙교수
- 2017년 9월 ~ 2022년 5월 : 한국산업은행 회장